# 城乡路站
城乡路站是哈尔滨地铁3号线的地铁车站，位于中国黑龙江省哈尔滨市道里区丽江路与规划顾新路交叉口，于2021年11月26日开通。

## 车站结构
城乡路站沿丽江路西北向东南布置，为地下二层岛式站台车站，车站总长度219.6米，宽19.7米。车站地下一层为站厅层，地下二层为站台层，站台宽度为11米。车站西侧设有一条存车线。
| 地面              | 出入口 | 1-2出入口                                                                                               |
| 地下一层          | 站厅   | 客服中心、自动售票机、验票机                                                                            |
| 地下二层          | 站台层 | \| \| \| █ 3号线內环（工农大街） \| \| 島式 · 開左邊车门 \| \| \| \| \| \| █ 3号线外环（哈尔滨西站） \| |
|                   |        | █ 3号线內环（工农大街）                                                                                 |
| 島式 · 開左邊车门 |        | |
|                   |        | █ 3号线外环（哈尔滨西站）                                                                               |

## 车站出口
城乡路站共设2个出口，各出口及周围设施如下所示：
| 编号         | 建议前往的目的地         | 照片 | 无障碍设施 |
| ------------ | ------------------------ | ---- | ---------- |
| 1出口 · 出口 | 丽江路，哈尔滨汽车齿轮厂 |      | 不適用     |
| 2出口 · 出口 | 丽江路，汇智中心         |      | 不適用     |

## 接驳交通

### 公交车
| 丽江路 | 丽江路                 | 丽江路 | 丽江路               | 丽江路              |
| 编号   | 路线                   | 路线   | 路线                 | 备注                |
| ------ | ---------------------- | ------ | -------------------- | ------------------- |
| 33     | 哈西站西广场公交首末站 | ⇆      | 哈东站               | 原 78（第一代）     |
| 45     | 群力家园公交首末站     | ⇆      | 哈站北广场公交首末站 |                     |
| 57     | 民生尚都福园小区       | ⇆      | 香坊人民医院         |                     |
| 140    | 国际汽车城             | ↺      | 国际汽车城           | 定时班车；原 20环线 |
| 218    | 四方台                 | ⇆      | 学院新城             |                     |
| 236    | 中海文昌公馆           | ⇆      | 阳光家园小区         |                     |

## 车站历史
本站建设时期工程名为汽车齿轮厂站，开通前更名为城乡路站。车站为3号线一期工程西端终点站，但由于车站附近建设用地征拆问题，车站初期仅建设一个出入口，不满足公共安全要求，因此未随3号线一期工程开通运营，因哈尔滨西站无列车折返条件，本站仅作为车辆运行实际起点，供列车折返使用。
- 2021年11月26日，随3号线二期工程东南半环通车一同开通[1]。
- 2022年4月20日，受新冠疫情影响，车站暂停运营[4]。5月5日，车站恢复运营[5]。